# Bohumil Starnovský
Bohumil Starnovský (* 3. Oktober 1953 in Prag) ist ein ehemaliger tschechoslowakischer Pentathlet.

## Karriere
Starnovský gehörte zur tschechoslowakischen Mannschaft, die bei den Olympischen Spielen 1976 in Montreal die Silbermedaille gewann. Neben Starnovský bestand die Mannschaft aus Jiří Adam und Jan Bártů. Im Einzelwettbewerb belegte er den 17. Platz. 1980 kam er in Moskau im Einzel nicht über einen 26. Rang hinaus, in der Mannschaftswertung gelang der sechste Platz.
Nach seiner Karriere war Starnovský vor allem im Reitsport aktiv.